# Rubén Ibáñez Bordonau
Rubén Ibáñez Bordonau (Castelló de la Plana, 1969) és un advocat i polític valencià.
Llicenciat en dret, exerceix d'advocat des de 1996. Rubén Ibáñez resideix a Onda (Plana Baixa) on ha sigut regidor des de 1999 a 2011 pel Partit Popular. També ha estat diputat provincial a la Diputació de Castelló de 2003 a 2007 i vicepresident de la mateixa de 2007 a 2011. Deixà aquests càrrecs el 2011 per tal de ser diputat a les Corts Valencianes a les eleccions a les Corts Valencianes de 2011, 2015, 2019 i 2023. Abandonà l'escó pocs mesos després de les eleccions de 2023, en les quals el PP i Vox formaren el govern de la Generalitat Valenciana, per ser nomenat president del Port de Castelló.